# Norman Hogg
 (juin 2023).
Si vous disposez d'ouvrages ou d'articles de référence ou si vous connaissez des sites web de qualité traitant du thème abordé ici, merci de compléter l'article en donnant les références utiles à sa vérifiabilité et en les liant à la section « Notes et références ».
Norman Hogg, baron Hogg de Cumbernauld (12 mars 1938 - 8 octobre 2008) est un homme politique travailliste écossais.

## Biographie
Formé à l'école secondaire Ruthrieston à Aberdeen, il travaille pour le conseil municipal d'Aberdeen de 1953 à 1967, puis comme agent de district pour NALGO de 1967 à 1979. Son père, également appelé Norman Hogg, est le Lord Provost d'Aberdeen de 1964 à 1967 et il est nommé sous-lieutenant d'Aberdeen en 1970. Aux élections générales de 1979, il est élu député de Dunbartonshire East, battant Margaret Ewing du Parti national écossais.
Lorsque sa circonscription est redécoupée lors des changements de limites pour les élections générales de 1983, il est élu pour la nouvelle circonscription de Cumbernauld et Kilsyth, qu'il représente à Westminster jusqu'à ce qu'il se retire aux élections générales de 1997.
Pendant son séjour à la Chambre des communes, il est membre de la commission spéciale des affaires écossaises de 1979 à 1982, président du groupe travailliste parlementaire écossais en 1981-1982, whip des travaillistes écossais en 1982-1983, whip en chef adjoint de  l'opposition de 1983 à 1987, porte-parole des affaires écossaises en 1987-1988 et membre de la commission des comptes publics en 1991-1992.
Hogg est créé pair à vie en tant que baron Hogg de Cumbernauld, de Cumbernauld dans le comté de North Lanarkshire le 24 septembre 1997. Il est membre comité de réforme de la Chambre des lords de 1999 à 2002 et président de la Scottish Peers Association à partir de 2002 et vice-président de la Chambre des lords à partir de 2002.
Hogg est également nommé Lord High Commissioner à l'Assemblée générale de l'Église d'Écosse en 1998 et 1999.
Il est décédé des suites d'une longue maladie le 8 octobre 2008, à l'âge de 70 ans.